# Theodor Geib
Theodor Geib, nemški general, * 15. september 1885, † 26. november 1944.